# Ilha Havaí
A Ilha Havai, Havaí ou Hawaiʻi é a maior ilha do arquipélago do Havai. Esta ilha é também conhecida pelo seu nome inglês "Big Island" (Ilha Grande), evitando-se a confusão entre a ilha e o estado. É a maior ilha dos Estados Unidos em área, e a 75.ª maior ilha do mundo.
A origem do nome Hawaiʻi tem duas explicações: por um lado é atribuído o descobrimento das ilhas ao navegante lendário polinésio Hawaiʻiloa. Outra explicação provém da terra lendária Hawaiki, ou Havaiki, lugar de origem dos polinésios, ou o lugar para onde retornam as almas depois da morte na mitologia polinésia. A relação com Hawaiki também se explica na ilha Savai'i de Samoa, e em outros lugares da Polinésia. Os primeiros exploradores transcreveram o nome como Owhyhee.
A Ilha Havai está administrativamente no Condado de Hawaii, cuja capital é Hilo. Em 2010 a população residente registada no censo foi de 185 079 pessoas. Esta ilha tem as praias negras vulcânicas de areia mais bonitas do mundo.
Nesta ilha fica o vulcão mais ativo do mundo chamado Kilauea. Em 1998 o Kilauea foi noticiado como o vulcão de maior atividade no mundo e tido como o vulcão ativo mais visitado do mundo, uma fonte inestimável para os vulcanólogos. 